# 包商银行
包商银行股份有限公司（简称包商银行，缩写：BSB），曾是一家总部位于中国内蒙古自治区包头市青山区的城市商业银行，成立于1998年12月。
2019年5月24日，中国人民银行、中国银行保险监督管理委员会联合公告，包商银行出现严重信用风险，决定自2019年5月24日起对包商银行实行接管，接管期限一年，有关业务由中国建设银行托管。
2020年5月20日，蒙商银行官网对外发布《关于蒙商银行股份有限公司全面营业的公告》，蒙商银行承接包商银行股份在内蒙古自治区的相关业务；此外，关于包商银行在内蒙古自治区以外的业务，已由徽商银行收购并接手。2020年5月25日，重组后的蒙商银行全面对外营业。2020年8月，中国人民银行发布《2020年第二季度中国货币政策执行报告》，披露了包商银行严重资不抵债将被提请破产清算的情况。2020年11月23日，中国银保监会批准包商银行进入破产程序；同日，包商银行进入司法破产程序。

## 历史沿革

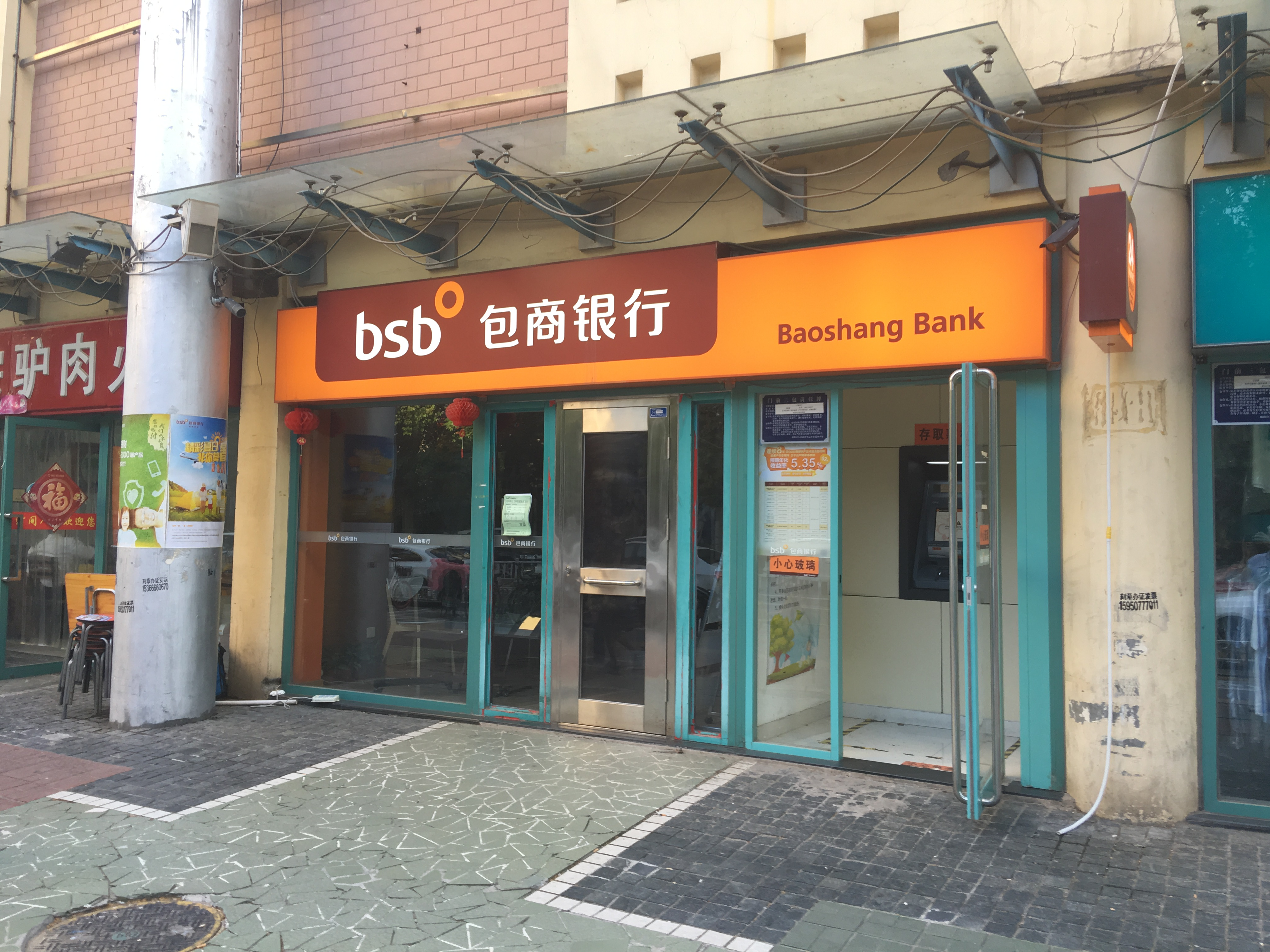
北京朝阳区的一家包商银行支行（现为徽商银行支行）

1998年12月，包头市商业银行成立，是内蒙古自治区最早成立的城市商业银行。2007年9月，经中国银行业监督管理委员会批准更名为包商银行股份有限公司，简称包商银行。
包商银行与“明天系”关系密切，明天系曾参与1998年包商银行的发起设立，并继续参与该行的增资扩股。在明天系正式入驻之前的1998年，明天科技就已经出资2000万元持有包商银行13.9%的股权，2003年，华资实业投资1500万元持有包商银行6.8%股权。
2018年6月28日，包商银行公告，拟引进战略投资者，主要股东股权可能发生变动，故暂不披露2017年度报告。但此后该行也未公布2018年财报。截至接管前，包商银行由包頭市太平商貿集團有限公司持股9.07%；包頭市大安投資有限責任公司持股5.51%。
2019年5月24日，中国人民银行与中国银行保险监督管理委员会联合发布《中国人民银行、中国银行保险监督管理委员会关于接管包商银行股份有限公司的公告》，鉴于包商银行股份有限公司出现严重信用风险，中国银行保险监督管理委员会决定自2019年5月24日起对包商银行实行接管，接管期限一年，有关业务由中国建设银行托管。
2020年2月7日，徽商银行发布公告称，该行拟收购包商银行在北京、深圳、宁波、成都四家分行的资产和负债；同时，包商银行拟参与设立内蒙古某某银行（新包商银行），注册资金拟为200亿元人民币，并披露存款保险基金将持股约29.84%。若新包商银行按此方案设立，则是存保基金首次入股商业银行。据新浪网独家报道称，该行在内蒙古的业务将由新设立的银行接收，新包商银行将被命名为“蒙商银行”，管理层由建设银行总行派人参与组建，徽商银行及其他股东将派出董事，而监事长和纪委书记或由内蒙古自治区党委推荐。
2020年3月19日，徽商银行再次发布公告，宣布新包商银行各发起方于3月18日签订发起协议，初始注册资本金200亿元人民币。其中，内蒙古自治区财政厅出资16.67%，包头市财政局出资2.08%，包头稀土高新区管委会出资5%，存保基金出资27.5%，建信投资出资5%，徽商银行出资15%，其他内蒙古及包头国资控制的企业完成余下出资。
2020年4月24日，银保监会公布批文，蒙商银行筹备于4月9日获准。2020年5月20日，蒙商银行官网对外发布《关于蒙商银行股份有限公司全面营业的公告》，宣布承接包商银行在内蒙古自治区的业务；2020年5月25日，重组后的蒙商银行全面对外营业。
2020年8月，中国人民银行发布《2020年第二季度中国货币政策执行报告》，披露了包商银行严重资不抵债，将被提请破产清算。若不计算破产重整后的广东华兴银行，该行将成为继海南发展银行、肃宁县尚村信用社之后中国大陆第三家被宣告破产的银行机构。
2020年11月13日，人民银行、中国银保监会公布《关于认定包商银行发生无法生存触发事件的通知》，宣布认定包商银行“发生无法生存触发事件”；同日，包商银行根据前述通知要求，宣布对“2015包行二级债”本金实施全额减记，不再支付本息，对应债权全部注销；11月23日，根据中国银保监会的批文，包商银行获准进入破产程序；同日，北京市第一中级人民法院裁定受理包商银行股份有限公司的破产清算申请，自此，包商银行成为了中华人民共和国第一家进入破产司法程序、第四家倒闭的银行。

## 业务发展
截止2020年5月20日，包商银行在内蒙古自治区内的包头、赤峰、巴彦淖尔、通辽、鄂尔多斯、锡林郭勒、呼伦贝尔、呼和浩特、兴安盟、乌兰察布、乌海、阿拉善、满洲里、二连浩特和自治区外的宁波、深圳、成都、北京设立了18家分行、291个营业网点（含社区、小微支行），员工8000多人；此外，发起设立了包银消费金融公司，设立了小企业金融服务中心，发起设立了北京昌平、天津津南、江苏南通、大连金州、四川广元、贵州毕节、吉林九台、河南郾城、山西清徐等29家村镇银行；机构遍布全国16个省、市和自治区。
根据包商银行2016年年度报告披露，截止2016年12月31日，包商银行资产总额4315.82亿元，各项存款余额1936.43亿元，各项贷款余额1565.01亿元。当年度营业收入为124.01亿元，净利润为42.1亿元。

## 十大股东
根据包商银行2016年年度报告，截止2016年12月31日，其前十名股东持股情况为：
单位：万股
| 序号 | 股东名称                           | 期末持股数量 | 持股比例 |
| ---- | ---------------------------------- | ------------ | -------- |
| 1    | 包头市太平商贸集团有限公司         | 42,894.50    | 9.07%    |
| 2    | 包头市大安投资有限责任公司         | 26,090.63    | 5.51%    |
| 3    | 包头市精工科技有限责任公司         | 25,150.46    | 5.32%    |
| 4    | 包头市百川投资有限责任公司         | 23,601.05    | 4.99%    |
| 5    | 包头浩瀚科技实业有限公司           | 23,506.81    | 4.97%    |
| 6    | 内蒙古网通计算机有限责任公司       | 22,956.73    | 4.85%    |
| 7    | 内蒙古森海旭腾商贸有限责任公司     | 19,904.50    | 4.21%    |
| 8    | 包头市精翔印刷有限责任公司         | 18,340.58    | 3.88%    |
| 9    | 鄂尔多斯市天泓威科商贸有限责任公司 | 15,730.00    | 3.32%    |
| 10   | 包头市康安机电有限责任公司         | 13,310.00    | 2.81%    |

## 负面新闻与纠纷
包商银行被視為明天系之一。
2017年、2018年年报未披露
根据全国银行间同业拆借中心与中央国债登记结算有限责任公司联合制定的《全国银行间债券市场金融债券信息披露操作细则》，金融债券存续期内，发行人应在每年4月30日前披露上一年度的年度报告。因特殊原因，发行人无法按时披露相关信息的，应向投资者披露延期公告说明。
2018年4月28日，包商银行发布《包商银行股份有限公司关于延迟信息披露的公告》称“由于我公司预计4月30日前不能完成年度报告的审批程序，因此年报披露时间将往后延迟”，并将披露时间拟定于2018年6月30日前。2018年6月30日包商银行发布公告称“拟引入战略投资者，主要股东股权可能发生变动”因而“暂不披露2017年度报告”。
两员工受贿50余万，违法发放2亿贷款多年未收回被判刑
2019年1月，河北省衡水市中级人民法院二审判决某分行客户经理、部门经理构成非国家工作人员受贿罪、违法发放贷款罪，其中一人被处以有期徒刑十二年六个月。本金2亿元至2018年11月9日一审判决之日仍未还。
信用风险被接管
2019年5月24日，包商银行股份有限公司出现严重信用风险，中国银行保险监督管理委员会决定自2019年5月24日起对包商银行实行接管，接管期限一年，有关业务由中国建设银行托管。

## 备注
1. 1 2  根据《关于商业银行资本工具创新的指导意见（修订）》第二章第一项的定义，“无法生存触发事件”指以下两种情形中的较早发生者：
  1. 银保监会认定若不进行减记或转股，该商业银行将无法生存。
  2. 相关部门认定若不进行公共部门注资或提供同等效力的支持，该商业银行将无法生存。

根据上述定义，中国人民银行、银保监会实质上认定包商银行已不能继续存续，必须走向破产清算。而根据该文件第二章第三项的规定，当“无法生存出发事件”发生时，已设定该触发事件的其他一级资本工具和二级资本工具的本金应能够立即按合同约定进行全额减记，减记部分不可恢复。[14]
2. ↑  《中华人民共和国商业银行法》第七十一条规定：“商业银行不能支付到期债务，经国务院银行业监督管理机构同意，由人民法院依法宣告其破产。”在中国银保监会发出批文后，包商银行方可申请进入破产清算程序。
3. ↑  此前三间倒闭银行分别为：海南发展银行、汕头商业银行（后重组为广东华兴银行）、肃宁县尚村信用社。